# Diecéze lyddská
Diecéze lydská (latinsky Dioecesis Lyddensis) byla katolická diecéze v Palestině. Křesťané zde byli již od novozákonních dob, kdy také vznikla diecéze. Ta po arabském vpádu zanikla, obnovena byla v době křížových výprav, po roce 1291 se stala diecézí titulární. Podle tradice je místem narození sv. Jiří. Nyní je titulární diecézí, jejímž současným biskupem je William Hanna Shomali, pomocný biskup Latinského patriarchátu jeruzalémského.